# Седер

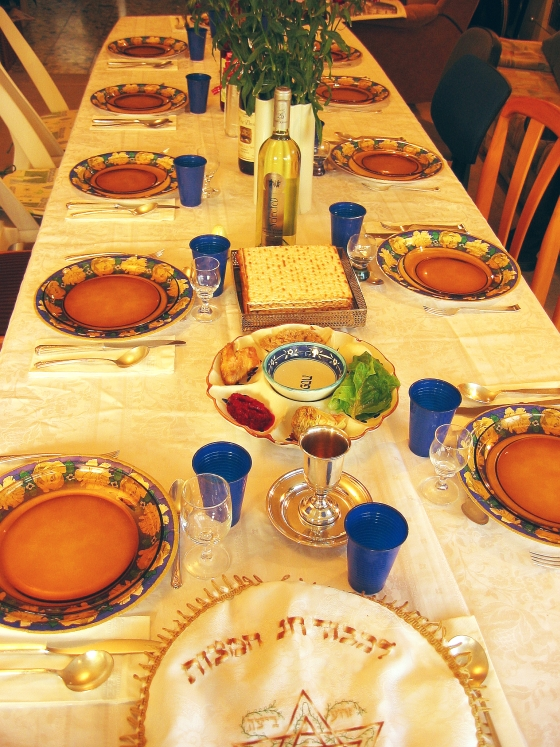
Накритий стіл для Седеру

Седер, Песахальний Седер, Пасхальний Седер або Седер Песах (івр. סֵדֶר, їд. סדר, досл. «порядок») — єврейська ритуальна трапеза, якою розпочинається свято Песах. 
Трапеза відбувається в ніч з 14-го на 15-ий день місяця нісан єврейського календаря (який припадає на другу половину березня чи квітня у григоріанському календарі). Песах триває сім днів на території Ізраїлю, та 8 днів в інших країнах. Прибічники Реформістського юдаїзму відзначають Песах сім днів незалежно від місця. Євреї за межами Ізраїлю зазвичай святкують два Седери: ввечері на 15-те та на 16-те місяця нісан. Євреї Ізраїлю та реформісти відзначають один Седер — ввечері на 15-ий день місяця нісан.
Це є найбільш поширений єврейський ритуал. Седери спостерігалися по всьому світу, зокрема у віддалених місцях, таких як високо в Гімалаях у Катманду, Непал

## Етимологія
Седер є транслітерацією єврейського סדר, що означає «порядок» або «процедура». Назва також виражає проведення трапези, усі страви, благословення, молитви, історії та пісні, написані в ГАґаді —  книзі, що визначає порядок святкування свята Песах, та розповідає історію виходу з Єгипту. І всі міцвот (релігійні заповіді чи обряди) перелічені у «порядку» виконуються у встановленому порядку в кожному єврейському домі. 

## Походження
Ритуал Седеру передбачає участь спільноти чи декількох поколінь родини, переказ історії (Маґід) звільнення з рабства у Стародавньому Єгипті. Історія міститься у Книзі Вихід Біблії (ТаНаХу). Сам Седер базується на біблійських рядках, які заповідали юдеям переказувати нащадкам історію Виходу з Єгипту (Вих. 13:8):
|  | І оповіси́ синові своєму того дня, говорячи: це для того, що вчинив мені Господь, коли я виходив із Єгипту“. |

## Опис
Традиційно родичі та друзі збираються ввечері провести трапезу та почитати текст песахальної Гаґади, стародавнього збірника з книги Мішна (Псахім 10). Гаґада містить опис виходу з Єгипту, спеціальні благословення та ритуали, коментарі з Талмуду та пісні на Песах.
Звичай передбачає порядковий перелік за яким йдуть: розповідь історій пов'язаних із святом, їх обговорення, обов'язок випити чотири келихи вина чи виноградного соку, з'їсти 3 листи маци, скуштувати деяку символічну їжу на песахальній кеарі, святкуючи свободу. 

##### Порядок:
1. Кадеш ( קדש ) – декламація кідушу та розпивання першого келиху вина чи виноградного соку
2. Урхац ( ורחץ )  – миття рук
3. Карпас ( כרפס ) – занурення карпас в солону воду
4. Яхац ( יחץ )  – розламування середньої маци; більший шматок стає афікоманом
5. Маґід ( מגיד ) – переказ історії про Песах, включаючи декламацію «чотирьох запитань» і випивання другогого келиха вина / соку
6. Рахца ( רחצה )  – друге миття рук
7. Моці ( מוציא )  – благословення над "хлібом" Гамойці
8. Маца ( מצה ) – одразу ж їдять мацу
9. Марор ( מרור )  – поїдання марора для виконання заповіді
10. Корех ( כורך ) – поїдання бутерброда з маци та марора.
11. Шулхан орех ( שלחן עורך ) – святкова трапеза
12. Цафун ( צפון ) – поїдання афікоману
13. Барех ( ברך ) – благословення після трапези та випивання третього келиха вина
14. Галель ( הלל ) – читають псалми, співають пісні, що прославляють Творця, і після них випивають четвертий келих вина; випивання четвертої чаші вина
15. Нірца ( נרצה ) – хай буде бажаний Богу наш Седер, скажіть "Наступного року в Єрусалимі!"

Седер найчастіше проводиться вдома, хоча громадські седери також організовуються синагогами, школами та громадськими центрами, деякі з яких відкриті для широкої публіки. Прийнято запрошувати гостей, особливо незнайомих і малозабезпечених. Седер є невід’ємною частиною єврейської віри та ідентичності: як пояснюється в Гаґаді, якби не божественне втручання та вихід, єврейський народ все ще був би рабом у Єгипті. Тому Седер є приводом для хвали й подяки, та для повторної посвяти ідеї звільнення. Крім того, слова та ритуали седеру є основним засобом передачі єврейської віри від пращурів до нащадків. Відвідувати седер і їсти мацу на Песах є широко поширеним звичаєм навіть серед тих, хто не є релігійним.
До столу сідають в святковому вбранні. Існує традиція серед ашкеназі, згідно з якою особа, яка веде седер, носить білий одяг, він називається кітл.  Для першої половини седеру кожному учаснику знадобиться лише тарілка та келих. На чолі столу стоїть тарілка для седеру - кеара, що містить різні символічні страви, які будуть їсти або показувати на них під час седеру. Поруч стоїть тарілка з трьома мацами, з іншого богу посудина з солоною водою для занурення, та в стороні посуд в який зливають вино.
Кожен учасник отримує копію Гаґади: стародавнього тексту, який містить повну службу Седер. Чоловіки та жінки однаково зобов’язані та мають право брати участь у Седері.  Традиційно кожен учасник за столом читає Гаґаду оригінальною мовою на івриті та при необхідності (розуміння) переклад. Галаха (колективний звід єврейських релігійних законів) вимагає, щоб певні частини вимовлялися мовою, зрозумілою учасникам, а критичні частини часто вимовлялися як на івриті, так і на рідній мові. Керівник часто перериває читання, щоб обговорити різні моменти або запропонувати зрозуміти значення чи тлумачення слів зі своїми дітьми та гостями.
У деяких домівках учасники по черзі читають текст Гаґади в оригіналі на івриті або в перекладі. За традицією голова сім’ї та інші учасники кладуть подушки під ліву руку для додаткового комфорту, оскілки раніше так сиділи володарі. Є кілька моментів під час седеру, коли учасники навмисно нахиляються вліво – коли випивають чотири келихи вина, коли їдять афікоман і коли їдять бутерброд корех.  

## Теми седеру

### Рабство і свобода
Ритуали та символічна їжа викликають дві теми вечора: рабство та свободу. В Гаґаді сказано, що «в кожному поколінні кожен зобов'язаний бачити себе таким, ніби він сам вийшов з Єгипту», тобто з рабства. Нині доволі часто асоціюють із залежностями.
Відображення часу для євреїв полягає в тому, що в них день починається із заходом сонця та закінчується на заході сонця. Згідно з розповіддю Виходу, на початку 15 нісана (тобто вечір 14-го) у часи коли в Стародавньому Єгипті єврейський народ був поневолений фараоном, після того, як десята кара вразила Єгипет опівночі, убивши всіх первістків від фараона до первістка найнижчого єгиптянина та всієї первістки худоби в країні (Вихід 12:29), фараон відпустив єврейський народ, фактично зробивши його вільним народом на другу половину ночі.
Так, учасники седеру згадують про рабство, яке панувало протягом першої половини ночі, поїдаючи першу мацу («хліб для бідних»), марор (гіркі трави, які символізують гіркоту рабства) і харосет (солодкий клейстер, який, ймовірно, являв собою розчин, схожий на глину, якою єврейські раби цементували цеглу). Згадуючи про свободу другої половини ночі, вони їдять другу мацу («хліб свободи», а також «хліб страждань») і « афікоман», випивають чотири чаші вина, в положенні лежачи, і занурюють овочі в солону воду (занурення є ознакою королівства та свободи).

### Чотири келихи
Існує обов'язок випити чотири келихи вина (виноградного соку) під час седеру. Мішна каже ( Песахим 10:1) , що навіть бідні зобов’язані випити чотири келихи. Кожен келих вбирається в певну точку седера. Перший для Кідуша ( קידוש ), другий для «Маґіда» ( מגיד ), третій для Біркат Гамазон ( ברכת המזון ) і четвертий для Галеля ( הלל ). 
Чотири чаші відображають чотири вираження визволення, обіцяного Богом у Виході 6:6–7:  «Я виведу», «Я визволю», «Я викуплю» та «Я візьму». 
Віленський Ґаон пов’язує Чотири чаші з чотирма світами: цей світ, месіанський вік, світ воскресіння мертвих і світ прийдешній . МаГаРаль поєднує їх із чотирма Проматерями: Сарою, Ревекою, Рахіль та Лією . (Три маци , у свою чергу, пов’язані з трьома Праотцями: Авраамом, Ісааком та Яковом.) Абрабанель пов’язує чаші з чотирма історичними спокутами єврейського народу: вибором Авраама, виходом з Єгипту, виживанням єврейського народу під час вигнання та четвертим, яке відбудеться в кінці днів.
Чотири келихи також можуть відображати римський звичай випивати стільки чашок, скільки букв у імені головного гостя за трапезою, яким у випадку седера є сам Бог, чиє єврейське ім’я складається з чотирьох літер. 

### Седерна тарілка
Спеціальна пасхальна тарілка ( кеара ) — це спеціальна тарілка, що містить символічну їжу, яка використовується під час пасхальної трапези. Кожен з шести предметів, розміщених на тарілці, має особливе значення для переказу історії виходу з Єгипту. Сьомий символічний предмет, який використовується  – стопка з трьох пластів маци – кладеться на окрему тарілку.
Шість предметів на ритуальній тарілці Кеара:
- Марор : листя (гіркі трави), які, за словами Ґамліеля, символізують гіркоту та жорстокість рабства, яке пережили євреї в Стародавньому Єгипті. Для марору багато людей використовують хрін або крес-салат.
- Хазерет : це, як правило, кореню хрону або коріння салату ромен, що гіркі на смак. На додаток до кореню хрону та салату ромен, інші форми гіркого салату, такі як ендівій, можна їсти на виконання міцви, а також зелену цибулю, зелень кульбаби, листя селери або кучеряву петрушку (але петрушка та селера частіше використовуються як карпас або овочевий елемент). Багато залежить від того, чи є ваша традиція ашкеназькою, сефардською, мізрахі, перською чи однією з багатьох інших єврейських етнокультурних традицій.
- Харосет : солодка, коричнева, суміш з фруктів і горіхів, можливо, представляє розчин, який використовували єврейські раби для будівництва в Єгипті. Фактичний рецепт частково залежить від етнокультурної традиції та частково від місцевих інгредієнтів. Євреї-ашкеназі, наприклад, традиційно готують харосет на основі яблук, родзинок, тоді як євреї-сефарди часто готують рецепти на основі фініків, які можуть містити апельсин або лимон, чи навіть банан. Інші талмудичні традиції стверджують, що Харосет «нагадує яблуко», мабуть, посилаючись на історію, згідно з якої єврейські жінки прокрадалися до яблуневих садів, щоб завагітніти в Єгипті, і що це не є обов’язковим, але служить для знищення гіркого післясмаку марора.
- Карпас : Овочі, крім гірких трав, іноді петрушка, селера або варена картопля, які занурюють у солону воду (звичай ашкеназі), оцет (звичай сефардів) або харосет ( єменські євреї ) на початку седеру.
- Зроа : смажена бараняча чи козяча кістка, або куряча шия чи крильце, що символізує корбан Песах (жертвоприношення на Песах), яке являло собою ягня, принесене в Єрусалимський храм, яке потім смажили та їли як частину трапези в ніч на Седер.
- Бейца :  готове яйце — зазвичай це яйце, зварене в круту, смажене на сковороді з невеликою кількістю олії або з гомілкою ягняти — символізує корбан хаґіґах (святкову жертву), яку приносили в Єрусалимському храмі, а потім їли як частину трапези в ніч на Седер.

### Зосередження на дітях
Оскільки переказ Виходу своїй дитині є об’єктом седеру, докладається багато зусиль, щоб пробудити інтерес та цікавість дітей і не дати їм спати під час їжі. З цією метою запитання та відповіді є центральним елементом ритуалу Седер. Заохочуючи дітей ставити дорослим запитання, вони будуть більш відкритими для того, щоб почути відповіді.
Найвідомішим питанням, яке ставить молодша дитина під час седеру, є пісня « Ма Ніштана » – «Чому ця ніч відрізняється від усіх інших?» Після цих питань головна частина седеру, Маґід, обговорює відповіді у формі історичного огляду. Крім того, у різних місцях седеру, ведучий накриває мацу та піднімає келих з вином; потім ставить келих з вином та відкриває мацу – все це для того, щоб викликати у дітей запитання.
У деяких традиціях запитання ставить зібрана компанія хором, а не одна дитина, і ставиться лідеру седера, який або відповідає на запитання, або може спрямувати увагу зібраної компанії на когось, хто відповіідає за цю конкретну частину Виходу. Фізичне відтворення Виходу під час пасхального седеру є поширеним у багатьох сім’ях і громадах.
Сім'ї слідуватимуть прикладу Гаґади, ставлячи власні запитання в різних її місцях, пропонуючи призи, такі як горіхи та цукерки за правильні відповіді. Афікоман, який ховають на «десерт» після їжі, є ще одним пристроєм, який використовується для заохочення дітей до участі . У більшості сімей голова трапези (або всі дорослі чоловіки) ховає афікоман, і діти повинні знайти його, після чого вони отримують приз або винагороду. В інших домівках діти ховають афікоман, і батьки повинні його шукати, та коли батьки здаються, діти вимагають приз (часто солодощі або іграшки) за розкриття його місцезнаходження.

## Нетрадиційні седери

### Громадські седери
Група людей, які разом проводять седер Песах, згадуються в Талмуді (трактат Песахім) як хавура (група). На Далекому Сході, наприклад, шаліахі (емісари) Хабад-Любавич регулярно проводять седери для сотень приїжджих студентів, бізнесменів і єврейських мандрівників. Хабадський Седер у Катманду регулярно збирає понад 1200 учасників.  У 2006 році Федерація єврейських громад країн СНД і України організувала понад 500 публічних седерів по всьому колишньому Радянському Союзу, очолюваних місцевими рабинами та студентами-рабинами Хабаду, загалом зібравши понад 150 000 учасників.
В Ізраїлі, де громадяни та постійні мешканці проводять лише один седер, студентів-іноземців, які навчаються в єшивах і жіночих єврейських семінаріях, часто запрошують у групах до 100 осіб на «седери другого дня», які проводять громадські організації та приватні особи.

### Християнські седери
Деякі християни, особливо, але не тільки євангельські протестанти, нещодавно зацікавилися виконанням седерів за давньою традицією. Багато церков влаштовують трапези-седери, додаючи в громаду Месіанський Християнський Песах, і багато разів запрошуючи месіанських євреїв вести та навчати на ньому. У Євангеліє Тайна вечеря поміщається на Песах, тому деякі християни тлумачать її як седер; внаслідок цього деякі християнські седери проводять у Великий четвер як частину святкування Таємної вечері.  Багато християн називають трапезу способом зв’язатися зі спадщиною своєї власної релігії та побачити, наскільки практики стародавнього світу все ще актуальні для християнства у сьогоденні.  Однак сучасна форма песхального седеру походить з рабиністичного періоду, коли християнство та юдаїзм вже розійшлися.  Деякі євреї та християни вважають християнські седери недоречним культурним присвоєнням єврейського ритуалу для неєврейських цілей. 

### Міжконфесійні седери
Кілька церков проводять міжконфесійні седери, на які як євреїв, так і неєвреїв запрошують поділитися історією та обговорити загальні теми миру, свободи та релігійної толерантності. Під час американського руху за громадянські права в 1960-х роках міжконфесійні седери активізували та надихнули лідерів різних громад, які об’єдналися, щоб маршувати за рівний захист для всіх. Перший з них, "Freedom Seder", був написаний Артуром Васковим , опублікований у журналі Ramparts і в невеликому буклеті від Micah Press, а також у пізнішому виданні (1970) Холтом-Рінехартом-Вінстоном, і фактично був виконаний 4 квітня 1969 року, у першу річницю смерті доктора Мартіна Лютера Кінга та третю ніч Песаха, у Меморіальному храмі Лінкольна у Вашингтоні. Ця Гаґада відзначала визвольну боротьбу Чорної Америки разом із визвольною боротьбою стародавнього Ізраїлю від фараона та була першою Гаґгадою, яка вийшла за рамки оригінальної біблійної історії. Це стало поштовхом до великої кількості гаґадот, які прославляли інші форми звільнення – фемінізм, вегетаріанство, визвольні рухи в Латинській Америці в 1970-х роках, екологічне зцілення тощо. Сьогодні багато унітарних універсалістських конгрегацій щорічно проводять міжконфесійні седери.  Спеціально для цієї мети було написано низку міжконфесійних пасхальних гаґадот для проведення Седерів.

### Пасхальний седер Білого дому
У 2009 році президент Барак Обама почав щорічно проводити пасхальний седер у Старій сімейній їдальні Білого дому, відзначивши це вперше, коли діючий президент США влаштував седер у Білому домі.  Приватна вечеря для приблизно 20 гостей,  як євреїв, так і неєвреїв – включаючи президента та його родину, членів штабу президента та першої леді, а також друзів та їхні сім’ї  – включає читання Гаґади, традиційні ритуали, такі як ховання афікоману та келих Іллі (пророка), а також читання Прокламації.

### Віртуальні седери
Якщо віруючі але не релігійні (світські) євреї, чи інші люди, бажають взяти участь у спільному седері, але не можуть бути фізично разом, можна використовувати такі технології, як програмне забезпечення для відеоконференцій , щоб сприяти «віртуальному» седеру. У 2020 році пандемія COVID-19 призвела до сплеску віртуальних седерів, оскільки багато євреїв намагалися дотримуватися соціального дистанціювання під час свят або жили в юрисдикціях, де вони були зобов’язані це робити за законом, і тому не могли відвідувати будинки друзів та родини, які проводили седери. На веб-сайті OneTable з 2019 по 2020 роки кількість віртуальних седерів зросла в чотири рази, також і Zoom широко використовувався для проведення віртуальних седерів. Такий вид трапез на Песах був схвалений прогресивними (реформістськими) рабинами, але ніяк не релігійних рабинів.  Асамблея рабинів консервативного іудаїзму випустила вказівки (хоча це не офіційна відповідь консерваторів ) щодо використання відеоконференцій для полегшення Седерів, уникаючи або зводячи до мінімуму порушення обмежень Йом-Тов, які обмежують використання електронних пристроїв у святкові дні.

### Седер в космосі
У 2022 році ізраїльський астронавт Ейтан Стіббе взяв участь у першій приватно спонсорованій поїздці на Міжнародну космічну станцію в рамках місії «Rakia» для проведення науково-технічних експериментів для низки університетів і стартапів в Ізраїлі. У рамках місії «Ракія» Стіббе провів перший седер у космосі в першу ніч свята. Це включало декламування кідушу, пиття виноградного соку, їдіння маци та розповідь своїм товаришам-астронавтам про цінності, яким може навчити традиція Седер і читання Гаґади, зазначивши, що історія виходу народу Ізраїлю (євреїв) з Єгипту «з рабства на свободу» показує, що «жодна мрія не є недосяжною». 

### Феміністські седери
У 1976 році в квартирі Естер М. Бронер у Нью-Йорку в Нью-Йорку відбувся перший із серії пасхальних седерів лише для жінок, на якому були присутні 13 жінок, у тому числі Глорія Стайнем, Летті Коттін Погребін і Філліс Чеслер. Естер Бронер і Наомі Німрод створили жіночу агаду для використання на цьому седері. Навесні 1976 року Естер Бронер опублікувала цю «Жіночу агаду» в журналі «Ms. Magazine», а пізніше опублікувала її як книгу в 1994 році; ця агада має на меті включати жінок, у той час як у традиційних агадах згадувалися лише чоловіки, і в ній представлені мудрі жінки, чотири доньки, жіночі питання, жіночі чуми та орієнтований на жінок «Dayenu». Початковий жіночий седер проводився з Жіночою Агадою щороку з 1976 року, і седери лише для жінок тепер також проводяться деякими конгрегаціями. Деякі седери (включаючи оригінальний жіночий седер, але не обмежуючись лише седерами для жінок) тепер виставляють чашу для пророчиці Міріам, а також традиційну чашу для пророка Іллі, що супроводжується ритуалом на честь Міріам. Кубок Міріам виник у 1980-х роках у бостонській групі Rosh Chodesh; його винайшла Стефані Лу, яка наповнила його майім хаїм (живою водою) і використала в феміністичній церемонії керованої медитації. Чаша Міріам пов’язана з мідрашем колодязя Міріам, який «є рабинською легендою, що розповідає про чудесний колодязь, який супроводжував ізраїльтян протягом 40 років у пустелі під час виходу з Єгипту». Крім того, деякі американські євреї поміщають апельсин на кеарі для седеру. Помаранчевий символізує плідність для всіх євреїв, якщо включити всі маргіналізовані народи, особливо жінок і гомосексуальних людей. Невірна, але поширена чутка говорить, що ця традиція почалася, коли чоловік сказав Сюзанні Хешель, що жінка належить до біми, як апельсин до кеари; однак насправді це почалося, коли на початку 1980-х, під час виступу в Оберлінському коледжі Гілель, Сюзанна Хешель познайомилася з ранньою феміністичною Гаґадою, яка пропонувала додати скоринку хліба на тарілку для седера на знак солідарності з єврейськими лесбійками (як дехто сказав би, що в юдаїзмі для лесбійок стільки ж місця, скільки для скоринки хліба на тарілці для седерів). Хешель вважала, що покласти хліб на тарілку седер означало б погодитися з тим, що єврейські лесбійки та геї порушують іудаїзм, як хамец порушує свято Песах. Отже, на своєму наступному седері вона обрала апельсин як символ залучення геїв, лесбійок та інших маргіналізованих осіб до єврейської громади. Крім того, кожен сегмент апельсина мав кілька зерен, які потрібно було виплюнути – відкинути гомофобію традиційного юдаїзму. 
Крім того, в США у багатьох Гаґадах нині використовуються гендерно-нейтральні англійські переклади. 